# Open Graves
Open Graves ist ein US-amerikanisch-spanischer Horrorfilm aus dem Jahr 2009.

## Handlung
1485 wird in Spanien eine Frau brutal gefoltert. Bücher werden im Feuer verbrannt und ein Mann trägt eine hölzerne Kiste weg.
In der Gegenwart vergnügen sich Surfer in Spanien am Strand, während die Polizei eine gehäutete, männliche Leiche findet. Jason bekommt von einem Mann im Rollstuhl das geheimnisvolle Spiel Mamba geschenkt. Wenig später lernt er die attraktive Erica kennen. Als sich die Strandparty vor dem Haus wegen eines Gewitters auflöst, schlägt sie vor, Mamba zu spielen, das dem Gewinner angeblich einen Wunsch erfüllt. Außer Jason und Erica sind noch Tomas, seine Freundin Lisa sowie Elena, Miguel und Pablo beteiligt. Die Spieler müssen bei dem Brettspiel würfeln. Wenn sie auf das Feld „offene Gräber“ kommen, müssen sie eine Karte mit geheimnisvoller Botschaft schicken. Der Text „vae victis“ bedeutet dabei, dass die Person ausscheidet.
Als Pablo ausscheidet, verlässt er das Haus in Tomas' Auto, um Bier zu holen. Unterwegs stürzt er von einer Klippe, bevor Krabben seine Augen ausstechen und ihn töten. Auch Miguel, Lisa, Elena und Tomas verlieren bei dem Spiel. Es endet, als Detective Izar eintrifft und die Gruppe über Pablos Tod informiert. Bei Pablos Beerdigung fällt Erica auf, dass die Art, wie er gestorben ist, zur Prophezeiung aus dem Spiel passt.
Später machen Tomas und Lisa ein Fotoshooting in einem Sägewerk, das Miguels Onkel gehört. Sie müssen das Shooting jedoch abbrechen, weil Lisa sich schlecht fühlt. Miguel bleibt alleine zurück und wird von einer Gruppe schwarzer Mambas getötet. Währenddessen entwickeln Jason und Erica eine Liebesbeziehung. Auf einer Autofahrt sehen sie Geister von Pablo und Miguel, bevor sie von Miguels Tod erfahren. Sie treffen die anderen drei Freunde und sprechen über ihren Verdacht, dass die Todesfälle mit dem Spiel zusammenhängen. Als sie später wieder alleine sind, recherchieren sie im Internet und finden heraus, dass das Spiel während der spanischen Inquisition aus Haut und Knochen der Hexe Mamba angefertigt wurde. Die Karten sind wie vermutet Todesankündigungen und ein Schiff mit dem Spiel sank damals vor Gibraltar. Jason bekommt Nasenbluten, als er versucht, das Spiel zu verbrennen.
Lisa fühlt sich immer schlechter. Am nächsten Morgen hat sie sich plötzlich in eine alte Frau verwandelt und kommt ins Krankenhaus. Wenig später stirbt sie. Jason und Erica haben inzwischen mit Izar über das Spiel gesprochen. Nach Lisas Tod fahren Jason, Tomas und Erica zu Malek, dem Mann, von dem sie das Spiel bekommen haben. Er sitzt nicht mehr im Rollstuhl und reagiert aggressiv. Er erklärt, dass er Mamba von seinem Bruder bekommen hatte. Während der Bruder lebendig gehäutet wurde, siegte Malek und wünschte sich erfolgreich seine Beine zurück. Währenddessen gerät Elena auf dem Weg nach Hause in einen Verkehrsunfall. Sie prallt mit einem Tanklaster zusammen und stirbt in den Flammen. Die anderen Freunde erfahren auf dem Rückweg durch eine weitere Vision von ihrem Tod.
In Jasons Haus begegnen sie Izar, der das Spiel an sich reißen will. Jason und Erica fliehen jedoch mit der Kiste. Der Detective nimmt Tomas gefangen. Er lässt ihn sein Grab schaufeln und sagt, dass er mit Mamba seine tote Frau und den toten Sohn zurückholen möchte. Dann ruft er Jason an und erschießt Tomas.
Jason und Erica haben sich entschieden, nochmal Mamba zu spielen, um mit einem Sieg das Sterben der Freunde rückgängig zu machen. Während Erica ausscheidet, schafft es Jason, bis zum Ende zu würfeln. Er hat jedoch noch nicht gewonnen, sondern muss noch zwischen zwei Schlangenköpfen wählen, die mit „spatium“ (Raum) und „tempus“ (Zeit) beschriftet sind. Wenn er die richtige Frage stellt, wird ein Wunsch erfüllt, sonst wird er wie die Hexe Mamba gehäutet. Jason gelingt dies, aber Erica stellt fest, dass der Wunsch erst nach ihrem Tod erfüllt werden kann. Deshalb geht sie in der Nacht ins Meer. Als Jason ihr folgt, stiehlt Izar das Spiel. Erica steht in Gestalt von Mamba aus dem Meer und erfüllt Jason den Wunsch, die letzten Tage rückgängig zu machen. Allerdings ist er nun in einer Zeitschleife gefangen und erlebt die Ereignisse um das Spiel nochmal.

## Veröffentlichung
In Deutschland wurde Open Graves am  8. Dezember 2009 auf DVD und  Blu-ray Disc veröffentlicht und am 1. Oktober 2011 auf ProSieben erstmals im Fernsehen gezeigt.

## Rezeption
Der Film wird sehr unterschiedlich bewertet. Der Rezensent von cinema.de lobt Eliza Dushku als Scream-Queen, „aber das Erstlingswerk kommt an sein Vorbild ‚Final Destination‘ nicht heran: Dramaturgische Finessen sind Mangelware, und die Effekte pendeln zwischen cool, stilvoll und lachhaft.“ Positiver sieht es der Rezensent von kino-zeit.de, der ebenfalls Dusku lobt und den verwirrenden Titel und ein paar Effekte kritisiert: „Im Ganzen ist Open Graves jedoch ein unterhaltsamer Genrefilm, der hart und konsequent sein Ding durchzieht und gerade deswegen das Zeug zum Kultfilm hat.“ Die Redaktion des Lexikon des internationalen Films beurteilt den Film als „Psychothriller mit dürftigen Computeranimationen und müden Anleihen bei ‚Final Destination‘.“